# Шигайбаев, Эмир
Эмир Эдильбекович Шигайбаев (кирг. Эмир Шыгайбаев; 12 августа 2001, Бишкек, Кыргызстан) — киргизский футболист, полузащитник клуба «Талант».

## Карьера
Начинал заниматься футболом в юношеской команде «Кара-Балта» под руководством тренера Александра Степановича Канцурова. Позднее выступал в системе турецкого клуба «Антальяспор».
На взрослом уровне дебютировал в составе клуба киргизской Премьер-Лиги «Кара-Балта».
В феврале 2020 года подписал контракт с белорусским «Неман». Шигайбаев заменил в гродненском коллективе своего соотечественника Гулжигита Алыкулова, который ранее неплохо проявил себя в нём. За команду он дебютировал 24 апреля в матче против «Энергетика-БГУ» (3:0). В нём он на 87-й минуте вышел на замену вместо Гиорги Кантарии. В июле 2021 года отправился в аренду в киргизский клуб «Нефтчи» на полгода.
В январе 2022 года отправился на просмотр в крымский клуб «Рубин» из Ялты. 1 февраля 2022 года официально присоединился к клубу как игрок.